# 相田早智子
相田 早智子（あいだ さちこ）は、日本の漫画家。女性。

## 作品リスト
- 変わらない君でいてシリーズ
- 楽園で待っていて
- 蜜色バンビーノ
- 今夜も君を眠らせない
- オレのものになりなよ（2015年7月25日発売[2]、竹書房）
- 肉食獣のディナー（2016年7月1日発売[3]、竹書房）
- ふしだらな野獣くん拾いました（2017年5月25日発売[4]、竹書房）
- 野獣系ヤンキーくんのSプレイ（大都社）
- 管理人さんはもてあそばれ気味（2018年9月25日発売[5]、竹書房）
- 淫らな龍に溺れる花〜ヤクザとエリートに奪われて〜（大都社、全3巻）
- 30代くたびれリーマンを癒すならカラダで（2020年 - 、大都社、既刊2巻）
- 恋するヤンキー君とランデブー（2022年1月25日発売[6]、秋水社）
- あなたでない誰かに抱かれる夜（『恋愛宣言pinky』2021年12月号[7] - 、大都社、既刊1巻）